# Morshu
Morshu é um personagem ficcional da série de videojogos "The Legend of Zelda" e faz uma aparição em "Link: The Faces of Evil", no console Philips CD-i. Apesar de só ter duas linhas de diálogo em sua única aparição, o personagem viria a receber maior reconhecimento via internet desde o fim da década de 2000 após aparecer em diversos memes.
Morshu é retradado como um indivíduo corpulento e com um falso bigode, tendo um vista que, na realidade, ele possui pelos longos de nariz, que acabam por se assemelhar a bigodes. Isso pode ser descoberto ao se analisar a origem do pelo.  Ele veste uma camisa laranja sob um colete marrom, calças verdes, sapatos marrons e um chapéu homburg verde que possui uma pena roxa na parte lateral. 
Em "Link: The Faces of Evil", Morshu dirige uma mercearia que vende três itens: óleo de lamparina, corda e bombas. Se Link não possuir em mãos rubis suficientes para compra, Morshu se recusa a dar-lhe qualquer material e diz que ele deve voltar quando ele for "hmmmmmmmmmmmmmmm... mais rico". 
Morshu iniciaria sua aparição nos vídeos YouTube Poop baseado nos jogos de CD-i Zelda no início de 2008. Sua presença só viria a crescer nesse formato de vídeo em todos os aspectos, com transformações de suas linhas de diálogo em novas falas e com seu "hmmmmmm" sendo usado em paródias musicais na internet. Embora o formado YouTube Poop tenha perdido força internacionalmente, o personagem continuaria tendo um forte número de fãs por meio de memes. No entanto, o personagem ressurgiria no interesse público no início de 2020, notavelmente por conta do vídeo viral "MORSHU RTX ON", de Hoolopee, no You Tube. No vídeo, tanto o Morshu quanto o cenário foram completamente remodelados e renderizados em Blender, com o objetivo de criar uma imagem "amaldiçoada". Tendo em vista que os movimentos do personagem na versão RTX seguiram estritamente os movimentos da versão original, pessoas como Jared Carvalho, da GameRant, acharam o vídeo perturbador, mas "magistralmente feito por conta própria".
Como a Nintendo teve pouca contribuição sobre os jogos e sua recepção negativa, a empresa os considerou não-canônicos e, por consequência, Morshu nunca mais fez nenhuma aparição. Eles nunca comentaram publicamente o caso da popularidade do personagem, no entanto, no jogo de 2020 "Hyrule Warriors: Age of Calamity", há uma referência a uma das linhas de fala que Morshu diz em seu jogo original.
1. ↑  «Morshu | Know Your Meme»
2. ↑  «Morshu (Original)»
3. ↑  «Youtube Poop: Morshu Bombs Hyrule.»
4. ↑  «Morshu Breaks Out in Song»
5. ↑  «[YTPMV] Morshu's Paradise»
6. ↑  «MORSHU - RTX ON»
7. ↑  «Postagem de David (@Hoolopee) no Twitter em janeiro de 2021»
8. ↑  «Random: Morshu From Link: The Faces of Evil Has Been Turned Into A 3D Animation - Nitendo Life»
9. ↑  «Realistic Legend Of Zelda Character Is Terrifying»
10. ↑  «Zelda Fan Creates 3D Render of Morshu From Link: The Faces of Evil»
11. ↑  «Forgotten Zelda NPC Is Horrifying In Full 3D | Screen Rant»
12. ↑  «Random: Hyrule Warriors: Age Of Calamity Might Include A Popular Zelda CD-i Reference - Nitendo Life»